# سيرج ميشيل
سيرج ميشيل (مواليد 10 سبتمبر 1988) هو ملاكم ألماني، مثّل بلاده في الألعاب الأولمبية الصيفية 2016.

## روابط خارجية
سيرج ميشيل على موقع بوكس ريك (الإنجليزية) (registration required)
- سيرج ميشيل على موقع أوليمبيديا (الإنجليزية)
- سيرج ميشيل على موقع اللجنة الأولمبية الألمانية (الألمانية)